# 地域発!どうする日本
地域発!どうする日本（ちいきはつ - にっぽん）は、NHK総合テレビ・NHKワールド・プレミアムで金曜日 19:30 - 20:45（JST）に随時放送されたテレビ番組である。

## 概要
NHKは、2007年度の事業計画の中で『各地域からの情報発信を強化する』という目標を掲げており、新年度に先立ち始められた。東京を含む全国に54ある放送局のネットワークを活用し、毎回1つのテーマについて各地からのリポートを基に、スタジオのゲストが問題の解決策などを話し合う。また、同番組の放送枠は2007年度、地域番組の放送枠として、各地域ブロックのローカル番組の放送を予定する。

## 放送内容

### 2007年
- 2月2日：誰が支える?あなたの食卓～点検・農業改革～
スタジオゲスト：グッチ裕三、大桃美代子、徳野貞雄
進行：髙橋美鈴
解説：合瀬宏毅解説委員
総合テレビとNHKワールド・プレミアムは同時放送。NHKワールドTVは1週遅れの時差放送。
- 3月22日：ふるさとに秘策あり
- 5月18日：自治体財政とサービス格差（NHK大阪放送局製作）
- 6月22日：どうする 地域の介護力
- 8月31日：災害列島 “地域力”がいのちを守る（NHK名古屋放送局製作）
- 10月19日：食と農業 未来につなぐには
- 12月14日：地方経済は再生するか
スタジオゲスト：秋野暢子、中村良平、徳野貞雄
進行：堀尾正明

### 2008年
- 2月8日：地球温暖化 地域に何ができるのか
スタジオゲスト：神田山陽、吉本多香美、植田和弘（京都大学）
進行：堀尾正明
- 4月25日：“外国人力”で地域再生 
スタジオゲスト：姜尚中、ピーター・フランクル、飯野奈津子（当時、NHK放送センター報道局解説委員）
進行：松本和也
- 6月13日：止まらない少子化 地域を支えるには
スタジオゲスト：渥美由喜、中橋恵美子、大東めぐみ
進行：松本和也
- 9月12日：物故[要検証 – ノート]高騰 地域はどう立ち向かうのか
スタジオゲスト：堀ちえみ、金子勝、大江正章（ジャーナリスト）
進行：松本和也
- 12月19日：再生なるか 義務教育
スタジオゲスト：茂木健一郎、金子郁容、本田由紀（東京大学大学院准教授）、牧野剛（予備校講師）
進行：松本和也

### 2009年
- 2月13日：危機の自治体
スタジオゲスト：星野知子、片山善博、内橋克人
進行：松本和也

## 備考
2007年12月14日の回は、放送中に長崎県佐世保市のスポーツクラブで散弾銃による殺傷事件が発生した。生放送であったため、途中で関連ニュースが数分間放送された。